# Gaius Iulius Iullus (Konsul 447 v. Chr.)
Gaius Iulius Iullus war ein römischer Staatsmann und dreimaliger Konsul im 5. Jahrhundert v. Chr.
Gaius Iulius Iullus entstammte der patrizischen gens der Julier, die wahrscheinlich aus Alba Longa stammte, von dort nach Eroberung und Zerstörung der Stadt durch die Römer unter deren König Tullus Hostilius mit anderen vornehmen Familien nach Rom übersiedelte und in das Patriziat aufgenommen wurden. Er stammte aus dem im 5. Jahrhundert führenden Zweig der Familie mit dem Cognomen Iullus, der mehrere Konsuln und Konsulartribunen stellte. Dabei ist er zu unterscheiden von einem Verwandten, der ebenfalls Gaius Iulius Iullus hieß, und der im Jahre 482 v. Chr. mit Quintus Fabius Vibulanus Konsul und 451 v. Chr. einer der Decemviri legibus scribundis war,.
Gemäß der unzuverlässigen Überlieferung über die frühe römische Republik wurde Gaius Iulius Iullus in der zweiten Hälfte des 5. Jahrhunderts insgesamt dreimal zum Konsul gewählt. Zum ersten Mal soll er das Konsulat zusammen mit Marcus Geganius Macerinus im Jahre 447 v. Chr. bekleidet haben, das zweite Konsulat hatte er zusammen mit Lucius Verginius Tricostus zwölf Jahre später im Jahre 435 inne. Auch im folgenden Jahr wählten ihn die Quiriten erneut zum Konsul, auch diesmal wieder mit Verginius Tricostus.